# محمدو تراوري (لاعب كرة قدم ستغالي)
محمدو تراوري (بالفرنسية: Mouhamadou Traoré)‏ هو لاعب كرة قدم سنغالي في مركز الهجوم، ولد في 16 أبريل 1982 في تييس ‏ في السنغال. لعب مع بوغون شتشين وزاغويمبيه لوبين.

## وصلات خارجية
- محمدو تراوري على موقع قاعدة بيانات كرة القدم.إي يو (الإنجليزية)
- محمدو تراوري على موقع Soccerway.com (الإنجليزية)